# لی سون هی
لی سون هی (کره‌ای: 이선희؛ زادهٔ ۱۱ سپتامبر ۱۹۷۸) بازیگر اهل کره جنوبی است. او به خاطر ایفای نقش در مجموعه‌های تلویزیونی وقتی هوا خوبه، وقتی کاملیا شکوفا می‌شود، شاهزاده صد روزه من و دو دو سل سل لا لا سل شناخته می‌شود. او همچنین در فیلم‌های وکیل مدافع، سوندال: مردی که رودخانه را فروخت و شیون نیز ایفای نقش کرده است.

## فیلم‌شناسی

### مجموعه تلویزیونی
| سال  | عنوان                   | نقش             | منابع  |
| ---- | ----------------------- | --------------- | ------ |
| ۲۰۱۷ | ملکه مرموز              | سون هی          | [ ۴ ]  |
| ۲۰۱۸ | ملکه مرموز ۲            | سون هی          | [ ۵ ]  |
| ۲۰۱۸ | شاهزاده صد روزه من      | می‌گوم           | [ ۶ ]  |
| ۲۰۱۹ | وقتی کاملیا شکوفا می‌شود | جونگ گی ریون    | [ ۷ ]  |
| ۲۰۲۰ | وقتی هوا خوبه           | چوی سو جونگ     | [ ۸ ]  |
| ۲۰۲۰ | دو دو سل سل لا لا سل    | مادر یه سو      | [ ۹ ]  |
| ۲۰۲۱ | تابستان دوست‌داشتنی ما   | لی می کیونگ     | [ ۱۰ ] |
| ۲۰۲۱ | دایی                    | کارمند          | [ ۱۱ ] |
| ۲۰۲۲ | کلوپ مادران سبز         | بانگ جونگ هی    | [ ۱۲ ] |
| ۲۰۲۲ | قلب خونین               | بانوی دربار کیم | [ ۱۳ ] |
| ۲۰۲۳ | دختر نقاب‌دار            | رئیس اوه        | [ ۱۴ ] |
| ۲۰۲۴ | دنیای شگفت‌انگیز         | جونگ جین هی     | [ ۱۵ ] |
| ۲۰۲۴ | پنهان                   | گو چون هی       | [ ۱۶ ] |
| ۲۰۲۵ | قلب‌های مدفون            | هیون جا اوک     | [ ۱۷ ] |

### مجموعه اینترنتی
| سال  | عنوان           | نقش         | منابع  |
| ---- | --------------- | ----------- | ------ |
| ۲۰۲۱ | کارآموز بزرگسال | مادر نا اون | [ ۱۸ ] |
| ۲۰۲۲ | سقوط سهام       |             |        |